# Muráň (Fluss)
Der Muráň ist ein 42,9 km langer Fluss in der Mitte der Slowakei und ein rechter Nebenfluss der Slaná.
Der Fluss entspringt in der Muránska planina (deutsch Muraner Plateau) unterhalb des Sattels Predná Hora bei der Straße 2. Ordnung 531 zwischen Muráň und Muránska Huta. Nach anfänglicher Fließrichtung Südwesten im Karstgebiet unterhalb der Burg Muráň macht der Fluss bei Muráň, unterhalb des Bergs Ostrý vrch (730 m n.m.), einen Knick nach Südosten und fließt danach Richtung Südsüdosten bis Südosten, parallel zur Straße 2. Ordnung 532 und zur Bahnstrecke Plešivec–Muráň. Auf seinem Weg von Muráň weg tangiert der Fluss das Gebirge Stolické vrchy, hinter Muránska Dlhá Lúka fließt er im Tal innerhalb des Berglands Revúcka vrchovina. In Revúca nimmt der Muráň die linksseitige Zdychava auf, tangiert zwischen Mokrá Lúka und Revúcka Lehota den Stausee Miková, bevor bei Lubeník der linksseitige Mníšanský potok in den Fluss mündet. Ebenfalls von der linken Seite kommt der Jordán südlich von Jelšava. Bei Gemerské Teplice, unterhalb des Massivs des Bergs Muteň (466 m n.m.), ändert sich die Richtung nach Süden   an Orten wie Šivetice, Hucín und Licince entlang. Zugleich wird der Talkessel Rimavská kotlina, Teil der größeren Juhoslovenská kotlina, erreicht. Hinter Meliata mäandiert der Muráň in einem kleinen Durchbruch, bevor er unmittelbar südlich von Bretka in die Slaná mündet.